# Kliszewicze (przystanek kolejowy)
Kliszewicze (biał. Клішавічы, ros. Клишевичи) – przystanek kolejowy w miejscowości Kliszewicze, w rejonie zdzięcielskim, w obwodzie grodzieńskim, na Białorusi. Leży na linii Równe – Baranowicze – Wilno.